# أبريزي بريكدان (سررود الجنوبي)
أبریزي بریکدان (بالفارسية: ابریزی پریکدان) هي قرية تقع في إيران في قسم سررود الجنوبي الريفي. يقدر عدد سكانها بـ 16 نسمة بحسب إحصاء 2016.